# Anelasmatidae
Anelasmatidae zijn een familie van rankpootkreeften.

## Geslachten
Het volgende geslacht is bij de familie ingedeeld:
- Anelasma Day, 1852